# Black Light District
Black Light District ist eine EP der niederländischen Band The Gathering. Sie erschien im Jahr 2002 beim bandeigenen Label Psychonaut Records.

## Entstehung und Veröffentlichung
Noch vor Ende des Vertrags mit Century Media hatte die Band ihre ersten beiden Alben auf ihrem eigenen Label neu aufgelegt. Zu ihrem zwölfeinhalbjährigen Jubiläum veröffentlichten The Gathering erstmals neue Stücke über Psychonaut Records. Black Light District wurde von 2001 bis 2002 aufgenommen, von der Band und der Produzentin Zlaya Hadzich abgemischt und von Alan Ward gemastert. Die EP wurde im Sommer 2002 zunächst als Download zur Verfügung gestellt, erschien einige Wochen später mit Multimedia-Teil auf CD und im Jahr 2010 auch auf LP.

## Titelliste
1. Black Light District – 16:22
2. Debris – 4:35
3. Broken Glass (piano version) – 3:30

## Stil
Die EP bedeutet eine weitere Entwicklung von The Gatherings Stil, der auf if_then_else schon Anklänge an Alternative Rock und Progressive Rock zeigte und nun noch mehr Einflüsse aus der elektronischen Musik, z. B. aus dem Trip-Hop, aufweist. Diese Entwicklung und die düstere Atmosphäre von Black Light District deuten auf das folgende Studioalbum Souvenirs voraus, auf dem auch eine andere Version von Broken Glass veröffentlicht werden sollte.

## Rezeption
„The Gathering sind ihrer atmosphärischen Ausrichtung treu geblieben und der Gesang von Anneke van Giersbergen betört noch immer die Sinne. Aber die Holländer haben sich stilistisch wiederum konsequent weiterentwickelt […].“

„‘Black Light Destrict’ [sic!] übt mehr Anziehungskraft aus, als es jeder Rotlichtbezirk dieser Welt vermag. Man wird förmlich genötigt, die drei Songs wieder und wieder anzuhören. […] Vergleiche? Keine ernst zu nehmenden.“